# 남양주 고안수위관측소
남양주 고안수위관측소는 대한민국 경기도 남양주시 조안면에 있는 한강의 수위를 관측하던 시설이다. 2014년 7월 1일 대한민국의 국가등록문화재 제593호로 지정되었다.

## 지정 사유
고안수위관측소는 부자식 자기수위계를 설치하여 한강의 수위를 관측하던 수표 시설로 정통(井 筒)과 관측소로 이루어진 타워 및 강안(江岸)에서 관측소를 연결하는 교각 등이 하나의 세 트로 구성되지만 현재 교각은 소실되어 남아 있지 않다.
건립 당시의 토목기술 및 수위측정방식 등을 알 수 있는 시설물로 가치가 있다.

## 갤러리
- 남양주 고안수위관측소의 감시탑.
- 관측소 원경.

## 참고 자료
- 남양주 고안수위관측소 - 국가유산청 국가유산포털